# الاعتداء (فلم 1986)
الاعتداء (بالإنجليزية: The Assault) هو فيلم حرب صدر في سنة 1986.

## ترشيحات وجوائز
| السنة | الحدث  | الفئة           | النتيجة  |
| ----- | ------ | --------------- | -------- |
|       | أوسكار | أفضل فيلم أجنبي | فـــــوز |

## وصلات خارجية
- مقالات تستعمل روابط فنية بلا صلة مع ويكي بيانات

1. ↑  "The 59th Academy Awards (1987) Nominees and Winners". oscars.org. مؤرشف من الأصل في 2018-07-26. اطلع عليه بتاريخ 2015-08-16.